# Brasnorte
Brasnorte es un municipio brasilero del estado de Mato Grosso. Se localiza a una latitud 12º09'18" sur y a una longitud 57º58'44" oeste, estando a una altitud de 317 metros. Su población estimada en 2009 era de 15 098 habitantes.
Posee un área de 16 020,9 km².

## Clima
Posee los tipos de clima, Ecuatorial caliente húmedo al norte, y tropical con estación de sequía al sur, Precipitación anual de 2.250mm, con máxima incidencia en enero, febrero y marzo. Temperatura media anual de 24 °C. Siendo la mayor temperatura registrada de 40 °C y la menor mínima de 0 °C. 
Debido a la actuación de la masa polar atlántica que entra a través de la cordillera de los Andes, la temperatura sufre caídas bruscas durante los meses de abril a septiembre, llegando a valores próximos o por debajo de 10 °C durante por lo menos 7 veces al año.
El 18 de julio de 1975, durante la fuerte masa de aire polar las mínimas alcanzaron los 0 °C, y se produjo helada.
En los últimos años, las temperaturas mínimas han sido de 9 °C

## Cuenca hidrográfica
Gran Cuenca del Amazonas. Contribuye la Cuenca del Río Juruena, que recibe por la derecha los ríos Sangre y Papagayo. El Sangre recibe por la izquierda, el Río Cravari. 

## Relieve
Meseta Pareci, en el sur. Depresión Interplanáltica de la Amazonia Meridional, al norte. 

## Formación geológica
Coberturas no plegadas de Fanerozóico, Cuenca Paleozóica Individida al Norte, Cuenca Mesozóica Pareci al sur. Complejos Metamórficos Arqueanos y Pré-cambrianos Indiferenciados, Complejo Basal. Franja Móvil Brasiliana, en el norte.